# Bernard IV de Lippe († 1275)
Bernard IV de Lippe (en all. Bernhard IV. zur Lippe ; * vers 1230 en - † juin 1275) est un souverain du domaine de Lippe.

## Biographie
Il était le fils aîné de Bernard III de Lippe et Sofie van Cuijck-Arnsberg.
En 1254, il prend la régence de Rheda et succède à son père comme régent de la maison de Lippe en 1265. Son frère Herman III de Lippe a hérité de la ville de Lippstadt.
Avec son oncle, l'évêque Simon Ier de Paderborn, il a participé à la bataille de Zülpich (1267) contre la maison de Juliers, où son oncle a été capturé. Il le racheta en 1269 et justifia ainsi l'endettement de la Maison de Lippe.
A différents moments de son règne, il était tuteur de la maison Ravensberg, avait des différends avec Lippstadt en tant que membre de la Ligue des villes rhénanes et était suzerain de la Cour libre de Wesenfort.
Bernard mourut en 1275 et fut inhumé au monastère de Marienfeld (de).

## Mariage et descendance
À partir de 1260, Bernard est marié à la comtesse Agnès de Clèves (~ 1232 - ~ 1er août 1285), fille du comte Thierry V de Clèves et Hedwig von Meißen. De cette union sont issus :
- Simon (~ 1261 - 10 août 1344), marié à la comtesse Adélaïde de Waldeck (en)
- Elisabeth de Lippe (* vers 1273), mariée au comte Henri III de Solms-Braunfels